# Alistair Brownlee
Alistair Edward Brownlee MBE  (ur. 23 kwietnia 1988 w Dewsbury) – brytyjski triathlonista, mistrz olimpijski z Londynu (2012) i Rio de Janeiro (2016), dwukrotny mistrz świata.
Mistrz świata juniorów z 2006. Wystąpił na IO w Pekinie, gdzie zajął 12. miejsce. W tym samym roku wywalczył tytuł mistrza świata w triathlonie do lat 23. Brownlee wygrał cykl mistrzostw świata ITU z finałem w Gold Coast w 2009. Jest trzykrotnym złotym medalistą Pucharu Świata ITU w triathlonie. W 2010 wygrał Wielki Finał mistrzostw ITU w Budapeszcie, zajmując ostatecznie szóstą lokatę w klasyfikacji generalnej. W 2011 został zwycięzcą serii mistrzostw świata. Rok później zdobył złoty medal na igrzyskach olimpijskich w Londynie.
Ma młodszego brata Jonathana, który także jest triathlonistą.